# Tomáš Košický
Tomáš Košický (ur. 11 marca 1986 w Bratysławie) – słowacki piłkarz grający na pozycji bramkarza. Od 2018 jest zawodnikiem klubu Debreceni VSC.

## Kariera klubowa
Swoją karierę piłkarską Košický rozpoczął w klubie Inter Bratysława. W 2005 roku awansował do kadry pierwszej drużyny Interu. W sezonie 2005/2006 zadebiutował w nim w pierwszej lidze słowackiej. W Interze grał do końca sezonu 2007/2008.
W 2008 roku Košický przeszedł do Calcio Catania. W Serie A zadebiutował 26 kwietnia 2009 w przegranym 1:2 wyjazdowym meczu z US Lecce. W zespole z Katanii spędził cztery lata i był rezerwowym dla takich zawodników jak Albano Bizzarri, Mariano Andújar, Andrea Campagnolo i Juan Pablo Carrizo.
Latem 2012 roku Košický został zawodnikiem grającej w Serie B, Novary Calcio. Swój debiut w niej zanotował 9 września 2012 w zwycięskim 4:1 wyjazdowym meczu z Ceseną.
W 2014 roku Košický przeszedł do greckiego Asterasu Tripolis. W 2017 trafił do izraelskiego klubu Hapoel Ra’ananna, a na początku 2018 do węgierskiego Debreceni VSC.
| Sezon   | Klub             | Kraj     | Rozgrywki          | Mecze | Bramki |
| ------- | ---------------- | -------- | ------------------ | ----- | ------ |
| 2005/06 | Inter Bratysława | Słowacja | Corgoň liga        | 7     | 0      |
| 2006/07 | Inter Bratysława | Słowacja | Corgoň liga        | 5     | 0      |
| 2007/08 | Inter Bratysława | Słowacja | Corgoň liga        | 16    | 0      |
| 2008/09 | Calcio Catania   | Włochy   | Serie A            | 5     | 0      |
| 2009/10 | Calcio Catania   | Włochy   | Serie A            | 1     | 0      |
| 2010/11 | Calcio Catania   | Włochy   | Serie A            | 0     | 0      |
| 2011/12 | Calcio Catania   | Włochy   | Serie A            | 3     | 0      |
| 2012/13 | Novara Calcio    | Włochy   | Serie B            | 6     | 0      |
| 2013/14 | Novara Calcio    | Włochy   | Serie B            | 40    | 0      |
| 2014/15 | Asteras Tripolis | Grecja   | Superleague Ellada | 22    | 0      |
| 2015/16 | Asteras Tripolis | Grecja   | Superleague Ellada | 4     | 0      |
| 2016/17 | Asteras Tripolis | Grecja   | Superleague Ellada | 6     | 0      |
| 2017/18 | Hapoel Ra’ananna | Izrael   | Ligat ha’Al        | 9     | 0      |
| 2017/18 | Debreceni VSC    | Węgry    | NB I               | 1     | 0      |
| 2018/19 | Debreceni VSC    | Węgry    | NB I               | 4     | 0      |

## Kariera reprezentacyjna
W reprezentacji Słowacji Košický zadebiutował 19 listopada 2013 roku w zremisowanym 0:0 towarzyskim meczu z Gibraltarem, rozegranym w Faro.